# Goglione Sopra
Goglione Sopra è con Goglione Sotto una delle due parti del comune bresciano di Prevalle.

## Storia
Il comune di Goglione, da sempre unito, separò le sue due chiese di San Zenone e di San Michele in due distinte parrocchie nel 1792. Di conseguenza cinque anni dopo i rivoluzionari giacobini di Napoleone divisero il paese in due distinti comuni. Dopo un piccolo periodo di unione a Paitone, l'assetto in due separati municipi attraversò il governo austriaco e quello sabaudo, fino a quando il fascismo riunì l'abitato approfittando con l'occasione per cambiare nome al paese per ragioni di opportunità.